# Gare de Saint-Martin-de-Crau
Gare de Saint-Martin-de-Crau vasútállomás Franciaországban, Saint-Martin-de-Crau településen.

## Vasútvonalak
Az állomást az alábbi vasútvonalak érintik:
- Párizs–Marseille-vasútvonal

## Kapcsolódó állomások
A vasútállomáshoz az alábbi állomások vannak a legközelebb:
- Gare de Miramas
- Gare d’Arles